# Мшвидобадзе, Роберт Николаевич
Роберт Николаевич Мшвидобадзе (род. 17 августа 1989, Гори) — российский дзюдоист, серебряный призёр чемпионата мира 2018, бронзовый призёр чемпионатов России, бронзовый призёр Универсиады 2011 года в Шэньчжэне, победитель и призёр этапов Кубка мира, чемпион мира среди полицейских, двукратный чемпион Европы, мастер спорта России международного класса. Участник Олимпийских Игр 2020 года в Токио.
В ноябре 2020 года на чемпионате Европы в чешской столице Мшвидобадзе смог завоевать ещё один чемпионский титул. В финале он переиграл другого россиянина Яго Абуладзе.

## Спортивные результаты
- Чемпионат России по дзюдо 2008 года — ;
- Чемпионат России по дзюдо 2014 года — .